# Vanni Boccuzzi
Giovanni Luciano Boccuzzi detto Vanni Boccuzzi (Monopoli, 1953) è un paroliere e compositore italiano, fratello di Francesco Boccuzzi fondatore del gruppo Baricentro.
Negli anni settanta diventa strumentista, arrangiatore e compositore della RCA Italiana, EMI Italiana, Hispavox, Capitol Records, Ricordi, Fonit Cetra, CBS, Sony BMG, per altri musicisti celebri come: Gianni Morandi e Paola Pitagora nelle commedia musicale Jacopone da Todi, Alan Sorrenti, Ernesto Bassignano con i due album Bassingher e Motori, Bertín Osborne con l'album Buena suerte, Enrique con l'album Caramba hei, Daniela Romo con l'album Dueña de mi corazón, Raphael (cantante) con l'album Rafael, yo sigo siendo aquel, 25°, Raffaella Carrà con l'album Fidati! e Lalla nell'isola di Tulla regia di Pierluigi de Mas, animazioni Giuliano Cenci, serie TV su Rai 1 a cartoni animati la cui sigla Sha Bum Shaca Bum ebbe un enorme successo in Francia, Spagna e Giappone, e Nino Frassica con l'album Io, Ugo e la gatta, l'album Androidi dall'omonimo musical rock in scena al Teatro Sistina di Roma. Ha scritto nel 1997 la musica per i XIII Giochi del Mediterraneo svoltisi a Bari.

## Sigle e arrangiamenti per i programmi televisivi
- 1986 - Buonasera Raffaella su Rai 1
- 1987 - Domenica in su Rai 1
- 1988 - Raffaella Carrà Show su Canale 5.

## Album

### Produttore, compositore, pianista e paroliere
- 1973 - Festa Mobile, Diario di viaggio della Festa Mobile, (RCA Italiana), (Si Wan Records Japan), (BMG Ricordi), (BMG Funhouse Inc. Japan), (Sony BMG), (Sony Music Entertainment), (SML/Japan)
- 1973 - Festa Mobile, Jacopone da Todi, Commedia musicale con Gianni Morandi e Paola Pitagora, (RCA Italiana)
- 1976 - Baricentro, Sconcerto, (EMI Italiana), (Mellow Records), (VM2000)
- 1978 - Baricentro, Trusciant, (EMI Italiana), (Mellow Records), (VM2000)
- 1979 - Baricentro, Endless man, Serie Telefilm "I Racconti di Fantascienza", Regia di Alessandro Blasetti , (Emi Italiana), (RAIDUE)
- 1983 - Dee, Dreams, (Contempo)
- 1985 - Baricentro, Tittle tattle, (GV Music), (GV Music - Superdance), (Ariola), (Haristol Records & Tapes), (WHITE (US), (Strada Records Japan), (Siebenpunkt Verlag)
- 1985 - Raffaella Carrà, Fidati!, (Fonit Cetra)
- 1989 - Baricentro, Androidi, Musical rock, (Ricordi)
- 1995 - Baby D, It's my own, (Exex Records)
- 1995 - Belen Thomas, Bang Bang, (Exex Records)
- 1996 - Baricentro, GROOVY A COLLECTION OF RARE JAZZ CLUB TRACKS, (Irma Records)
- 2006 - Loredana Lecciso, Si vive una sola volta, (Sony Music)

## Colonne sonore
Ha scritto con Marco Beretta soggetto originale e sceneggiature della serie televisiva a cartoni animati Federicus, su Federico II di Svevia fanciullo nel 2004 e Ulisse di Luciano De Crescenzo per Rai Fiction nel 2005. Ha realizzato nel 2012 la colonna sonora della Serie Televisiva di 26 puntate Ulisse. Il mio nome è Nessuno, in onda su RAI DUE e RAI GULP, per la regia di Giuseppe Maurizio Laganà, alla quale è stato assegnato il "Premio Kinèo, Diamanti al Cinemaj" alla "69ª Mostra Internazionale d'Arte Cinematografica di Venezia" come miglior "Opera di Animazione".
- 2008 - Colonna sonora del corto di animazione Il giorno dell'angelo, (Digivox - UniBA)
- 2011 - Colonna sonora del film Isabella De Rosis, (Blu Video)
- 2012 - Colonna sonora della serie televisiva di animazione, Ulisse. Il mio nome è Nessuno, (RAIDUE/RAIGULP)
- 2020 - Colonna sonora del videogioco in App/Cinema interattivo ‘’Space for children’’ (European Space Agency, Gaslini, Hypex srl)